# عبدالرحمان الحماد
عبدالرحمان الحماد (انگلیسی: Abdul Rahman Al Hammad؛ زادهٔ ۱۹۷۰) تاجر و از اهالی کسب‌وکار اهل عربستان سعودی است. او یکی از صاحبان البیان هلدینگ و مدیر بیست شرکت دیگر در عربستان و شورای همکاری خلیج فارس است.